# Oxytetracycline
Oxytetracycline là nhóm thứ hai trong nhóm kháng sinh tetracycline phổ rộng được phát hiện.
Oxytetracycline hoạt động bằng cách can thiệp vào khả năng của vi khuẩn để tạo ra các protein thiết yếu. Không có các protein này, vi khuẩn không thể phát triển, nhân lên và tăng số lượng. Do đó oxytetracycline ngăn chặn sự lây lan của nhiễm trùng và các vi khuẩn còn lại bị hệ thống miễn dịch tiêu diệt hoặc cuối cùng cũng chết.
Oxytetracycline là một loại kháng sinh phổ rộng, hoạt động chống lại nhiều loại vi khuẩn. Tuy nhiên, một số chủng vi khuẩn đã phát triển đề kháng với loại kháng sinh này, điều này đã làm giảm hiệu quả của nó trong điều trị một số loại bệnh nhiễm trùng.
Oxytetracycline vẫn được sử dụng để điều trị nhiễm trùng do Chlamydia (ví dụ, bịnh virus vẹt, nhiễm trùng mắt đau mắt hột, và các nhiễm trùng niệu đạo cơ quan sinh dục) và nhiễm trùng do sinh vật Mycoplasma gây ra (ví dụ, viêm phổi).
Oxytetracycline cũng được sử dụng để điều trị mụn trứng cá, do hoạt động của nó chống lại vi khuẩn trên da ảnh hưởng đến sự phát triển của mụn trứng cá (Cutibacterium acnes). Nó được sử dụng để điều trị bùng phát viêm phế quản mãn tính, do hoạt động của nó chống lại vi khuẩn thường chịu trách nhiệm, Haemophilusenzae. Oxytetracycline cũng có thể được sử dụng để điều trị các bệnh nhiễm trùng hiếm gặp khác, chẳng hạn như những bệnh do một nhóm vi sinh vật gọi là rickettsiae (ví dụ, sốt phát hiện ở Rocky Mountain). Để chắc chắn rằng vi khuẩn gây nhiễm trùng dễ bị nhiễm bệnh, mẫu thường được lấy, ví dụ như một miếng gạc từ khu vực bị nhiễm bệnh, hoặc mẫu nước tiểu hoặc máu.
Oxytetracycline được cấp bằng sáng chế vào năm 1949 và được đưa vào sử dụng thương mại vào năm 1950.